# Prevlaka (tehnologija)
Prevlaka označava  sloj materijala koji je prirodnim ili veštačkim putem stvoren na površini, ili je nanesen nekim postupkom na strukturno različiti osnovni materijal u svrhu ispunjavanja odgovarajućih tehnoloških i dekorativnih svojstava. Premaz je obloga koja se nanosi na površinu predmeta, koja se obično naziva podloga. Svrha je zaštitnih prevlaka i premaza da dovoljno dugo štite konstrukcijski materijal na koji su nanesene od štetnih uticaja okoline, to jest od trošenja korozijom, abrazijom, erozijom ili kavitacijom, od pojava zamora, pukotina, loma i puzanja, od bubrenja i izluživanja, razaranja biološkim činiocima, oštećivanja svetlošću ili toplotnim zračenjem i tako dalje. Zaštitna funkcija prevlaka i premaza ostvaruje se prvenstveno odvajanjem materijala podloge od okoline, te one same moraju biti dovoljno postojane i trajne u uslovima korištenja. Stoga je najvažnije tehničko svojstvo prevlaka i premaza njihova trajnost, to jest vek trajanja. Za takozvanu trajnu zaštitu u toku korištenja traženi vek trajanja se menja do 10 godina. Samo za takozvanu privremenu zaštitu, to jest za međuoperacijsko, prevozno, skladišno i sezonsko konzerviranje, trajnost prevlake je od 0,5 do 2 godine. 
Mnogim prevlakama osnovna svrha nije zaštita materijala, već poboljšanje estetskog izgleda (dekorativne prevlake) ili promena električnih, toplotnih, optičkih i drugih svojstava površine konstrukcije (funkcionalne prevlake). Neke se prevlake i premazi primenjuju u svrhu popravke pohabanih ili škartnih delova povećanjem dimenzija do propisanih vrednosti (reparaturne prevlake). Treba naglasiti da je i za te prevlake vrlo značajna njihova trajnost, te prema tome i zaštitna uloga, budući da bi bez nje svi ostali korisni učinci nanošenja prevlaka i premaza bili kratkog veka.
Boje i lakovi su premazi koji uglavnom imaju dvostruku namenu, koji štite podlogu i dekorativni su, mada su neke umetničke boje samo za dekoraciju, a boje na velikim industrijskim cevima služe za sprečavanje korozije i identifikaciju npr. plava za procesnu vodu, crvena za kontrolu gašenja požara. Funkcionalni premazi se mogu primeniti za promenu površinskih svojstava podloge, kao što su adhezija, kvašenje, otpornost na koroziju ili otpornost na habanje. U drugim slučajevima, npr. proizvodnja poluprovodničkih uređaja (gde je supstrat ploča), premaz dodaje potpuno novo svojstvo, kao što je magnetni odziv ili električna provodljivost, i čini suštinski deo gotovog proizvoda.

## Podela prevlaka
Prevlake za zaštitu od korozije mogu se podeliti na metalne prevlake, konverzijske prevlake i nemetalne prevlake.

### Metalne prevlake
Metalne prevlake sa stanovišta zaštite od korozije mogu biti: plemenite prevlake (katodne) i žrtvovane prevlake (anodne). 

#### Plemenite prevlake
Plemenite prevlake su prevlake metala čiji je elektrodni potencijal u postmatranim uslovima pozitivniji od elektrodnog potencijala metala koji se zaštićuje. Ovde spadaju na primer prevlake od nikla, srebra, bakra, olova i hroma na čeliku. 

#### Žrtvovane prevlake
Prevlake metala čiji je elektrodni potencijal u posmatranoj sredini negativniji od elektrodnog potencijala metala koji se zaštićuje, nazivaju se žrtvovane prevlake. To su na primer prevlake cinka, kadmijuma, aluminijuma na čeliku.

## Konverzijske prevlake
Konverzijske prevlake nastaju na površini metala usled hemijskih ili elektrohemijskih reakcija. Najčešće su to fosfatne i oksidne prevlake. U rastvoru koji sadrži metalne fosfate i fosfornu kiselinu, metal korodira stvarajući nerastvorne fosfate, kao i korozijske produkte koji čvrsto prijanjaju uz metal i tako ga štite od korozije (na primer bruniranje). Oksidne prevlake na metalima mogu nastati kontrolisanom oksidacijom, uranjanjem u odgovarajuće rastvore na primer lužine, te elektrohemijski – anodnom oksidacijom na primer kod aluminijuma (na primer eloksiranje). Prilikom nastajanja oksidnih prevlaka metal se prevodi iz aktivnog u pasivno stanje. Metali poseduju povećanu hemijsku otpornost sve dotle dok konverzijske prevlake održavaju metal u pasivnom stanju, to jest dok je manja površina metala u kontaktu s elektrolitom.

## Literatura
- Müller, Bodo (2006). Coatings formulation : an international textbook. Urlich Poth. Hannover: Vincentz. ISBN 3-87870-177-2. OCLC 76886114.
- Spyrou, Emmanouil (2012). Powder coatings chemistry and technology (3 изд.). Vincentz Network. ISBN 978-3-86630-884-8. OCLC 828194496.
- Titanium and titanium alloys, edited by C. Leyens and M. Peters, Wiley-VCH,  3-527-30534-3, table 6.2: overview of several coating systems and fabriction processes for titanium alloys and titanium aluminides (amended)
- Coating Materials for Electronic Applications: Polymers, Processes, Reliability, Testing by James J. Licari; William Andrew Publishing, Elsevier,  0-8155-1492-1
- High-Performance Organic Coatings, ed. AS Khanna, Elsevier BV, 2015,  978-1-84569-265-0